# Nathan Samuely
Nathan Samuely (geboren 1846 in Stryj, Kaisertum Österreich; gestorben 1921 in Baden (Niederösterreich)) war ein jüdischer Schriftsteller aus Galizien in Österreich-Ungarn, der auf Hebräisch und Deutsch schrieb.

## Leben

Nathan Samuely in Ost und West (1912)

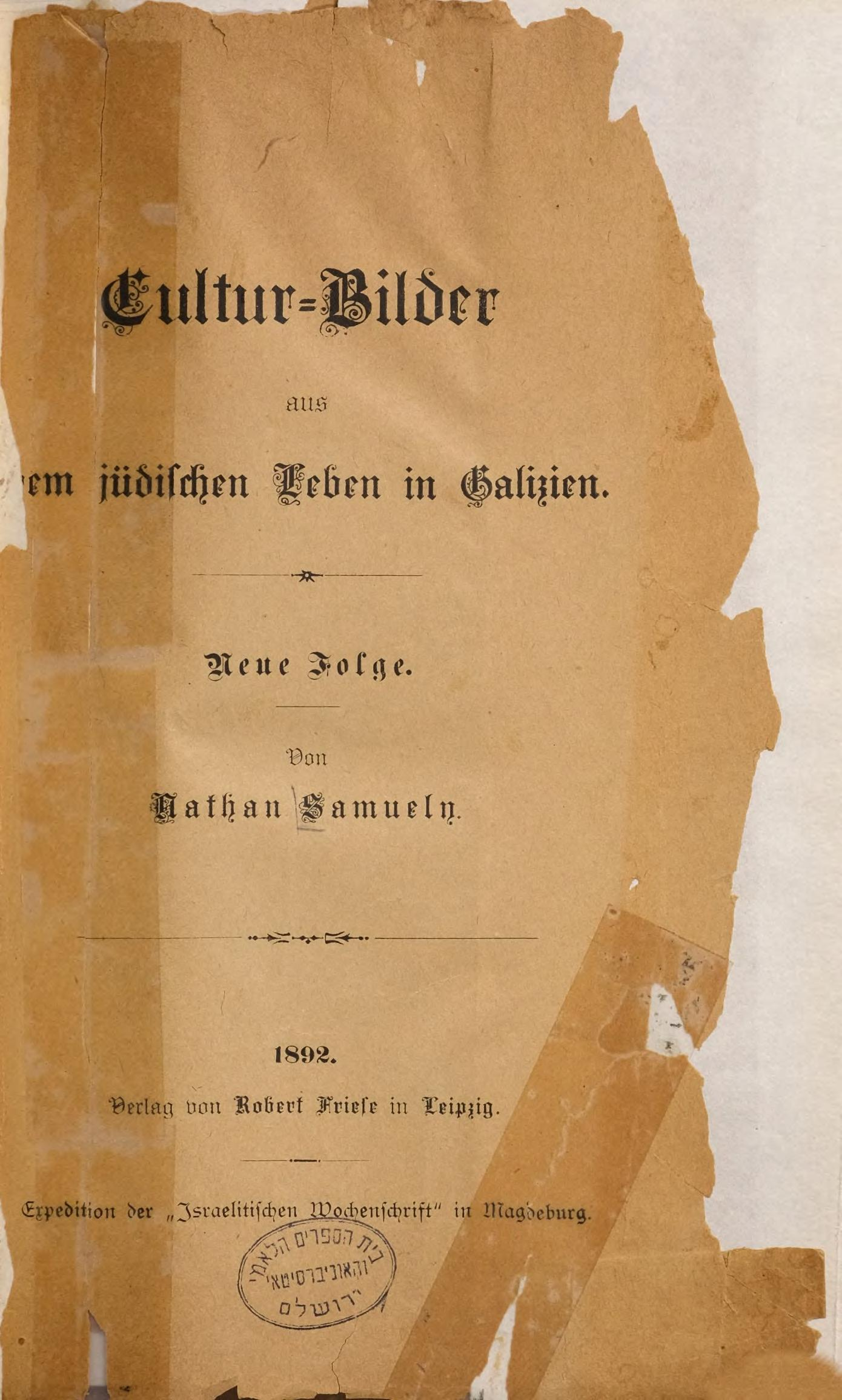
Cultur-Bilder Neue Folge. 1892

Über Nathan Samuely ist nur wenig bekannt. Er arbeitete als Religionslehrer an der Deutsch-Israelitischen Hauptschule in Lemberg. 1863 veröffentlichte er die Erzählung Schewa schabbatot 1864 und 1872 erschienen zwei Gedichtbände unter dem Titel Kenaph Renanim. 
Der Schriftsteller Moritz Rappaport ermutigte ihn, auch in deutscher Sprache zu schreiben. 1886 erschien in Leipzig der erste Band seiner Culturbilder aus dem jüdischen Leben in Galizien, ein zweiter Band erschien 1891. Diese Bände mit Geschichten aus dem  Ostjudentum wurden auch in andere Sprachen übersetzt. 
1889 erschien in Wien die Erzählung Zwischen Licht und Finsternis. Es folgten die Erzählungen Aus Dunklen Tagen, Zwischen Hammer und Ambos, Eine traurige Erinnerung (Berlin 1896), Macht für Macht, Die Rekrutirung. 1902 publizierte er den Geschichtenband Alt Lemberg, es folgte in drei Bändchen Nur ein bischen Wasser. In Warschau erschien auf Hebräisch Min ha-Ḥayyim in fünf Folgen und Parẓufim. Samuely betätigte sich auch als Übersetzer ins Hebräische von Werken von Heinrich Heine, Gotthold Ephraim Lessing, Johann Wolfgang von Goethe, Friedrich Schiller, Jean Racine, Victor Hugo und William Shakespeare.
Samuely nahm als Lemberger Delegierter am 2. Zionistenkongress 1898 in Basel teil. Im Ersten Weltkrieg floh er vor dem Kriegsgeschehen an der Ostfront nach Österreich. 

## Schriften (Auswahl)
- Cultur-Bilder aus dem jüdischen Leben in Galizien. Friese, Leipzig 1885.
- Zwischen Licht und Finsternis. Ein culturgeschichtliches Bild aus Galizien. Waizner, Wien 1887.
- Cultur-Bilder aus dem jüdischen Leben in Galizien. Neue Folge. Friese, Leipzig 1892 (Digitalisat der Israelischen Nationalbibliothek).
- Alt-Lemberg. Verlag der Österreichischen Wochenschrift, Wien 1902.